# The Touré-Raichel Collective
 (juillet 2024).
The Touré-Raichel Collective est un groupe malien dirigé par le chanteur et guitariste malien Vieux Farka Touré et le chanteur et pianiste israélien Idan Raichel. Le premier album du groupe, The Tel Aviv Session, sort chez Cumbancha en mars 2012.

## Histoire
En 2008, après une rencontre fortuite dans un terminal de l'aéroport de Berlin, en Allemagne, Raichel et Touré se lient d'amitié avec l'intention de se produire ensemble en concert. Tout se concrétise en novembre 2010 avec le duo se produisant à l'Opéra de Tel Aviv. Le lendemain, ils entrent dans un studio d'enregistrement à Tel Aviv. Le bassiste israélien Yossi Fine et le joueur malien de Calabash Souleymane Kane rejoignent Vieux et Idan en studio. Selon Raichel, le groupe « a enregistré un mélange de rythmes maliens mélangés à des mélodies israéliennes – tous originaux, mais très influencés par nos deux cultures. » Cette session d'enregistrement acoustique spontanée et improvisée dure trois heures et marque la naissance de The Collectif Touré-Raichel. Le premier album du groupe, The Tel Aviv Session, sorti chez Cumbancha le 27 mars 2012. Le groupe tourne en Amérique du Nord, avec Amit Carmeli à la basse, en mars et avril 2012 The Touré-Raichel Collective réalise une tournée européenne à l'automne 2012 et une autre est prévue au printemps 2013.
The Touré-Raichel Collective sort son deuxième album, The Paris Session, à l'automne 2014. Cet album est censé être enregistré au Mali, mais les troubles politiques et religieux l'en empêchent. À la place, ils enregistrent à Paris, en France, d'où le titre The Paris Session. Les chansons de cet album sont chantées en français, bambara, songhaï et hébreu, mêlant les traditions des deux hommes.

## Accueil
Le groupe reçoit un accueil critique largement enthousiaste. Derek Beres du Huffington Post déclare : « [The Touré-Raichel Collective] exécute son métier avec tant de diligence et de passion que l'improvisation spontanée aboutit à des gestes artistiques riches et symboliques. » David Maine de PopMatters déclare : « C'est le meilleur disque que vous entendrez cette année. » The Tel Aviv Session atteint la première place dans les palmarès des ventes iTunes World Music, et culmine à la 2e place du Billboard World Music Chart.
The Paris Session est également bien accueilli. Le New York Times décrit sa reprise de la chanson Diaraby d'Ali Farka Touré (le père de Touré), en ces termes : « à la place du dialogue de guitare bourdonnant et chargé de riffs du morceau original, la version Touré-Raichel met l'accent sur la mélodie cristalline de la chanson et est interprété comme un simple duo pour voix et piano. » PopMatters décrit The Paris Session comme « captivant, reflétant un environnement plus urbain dans la première chanson alors que vous entendez la chaleur d'une trompette, au lieu des pures vibrations du désert de l'album précédent. »

## Discographie
- 2012 : The Tel Aviv Session
- 2014 : The Paris Session